# 東京奏鳴曲
《東京奏鳴曲》（日语： Tōkyō Sonata ?），2008年由黑澤清执导的日本電影。日本、荷蘭、香港合作製作。香川照之和小泉今日子主演。

## 劇情
一個平凡的四人家庭。原本是大公司總務課長的丈夫龍平（香川照之 飾）突然被公司裁員而失業，爲了不讓家人知道，每天假裝依舊上班；妻子惠（小泉今日子 飾）是個家庭主婦，但逐漸感到每個家人都藏著很多秘密而煩惱；大兒子貴（小柳友 飾）突然說要加入美國陸軍並被派到中東戰區；小兒子健二（井之脇海 飾）在學校過得並不開心，很想學鋼琴……

## 演員
- 佐佐木龍平：香川照之
- 佐佐木惠：小泉今日子
- 佐佐木貴：小柳友
- 佐佐木健二：井之脇海
- 金子薰：井川遥
- 小林先生：兒嶋一哉
- 黑須：津田寬治
- 小偷：役所廣司
- 良介（貴的朋友）：皆木勇紀
- 黑須美佳：土屋太鳳

## 製作
- 導演：黑澤清
- 編劇：Max Mannix、黑澤清、田中幸子
- 製作總指揮：小谷靖、Michael J. Werner
- 製作：木藤幸江、Bauta Barendrecht
- 攝影：芦澤明子
- 照明：市川德充
- 音樂：橋本和昌
- 美術：丸尾知行、松本知惠
- VFX管理人：浅野秀二
- 配給：Pix

## 榮譽獎項
| 榮譽列表                 | 榮譽列表                 | 榮譽列表                     | 榮譽列表 |
| 獎項、電影節             | 類別                     | 被提名者                     | 結果     |
| ------------------------ | ------------------------ | ---------------------------- | -------- |
| 第61屆坎城影展           | 一種注目單元：評審員大獎 | 東京奏鳴曲                   | 獲獎     |
| 第44屆芝加哥國際電影節   | 評審員大獎               | 東京奏鳴曲                   | 獲獎     |
| 第3屆亞洲電影大獎        | 最佳影片                 | 東京奏鳴曲                   | 獲獎     |
| 第3屆亞洲電影大獎        | 最佳編劇                 | Max Mannix、黑澤清、田中幸子 | 獲獎     |
| 第30屆橫濱電影節         | 最佳攝影                 | 芦澤明子                     | 獲獎     |
| 第23屆马德普拉塔電影節   | 最佳導演                 | 黑澤清                       | 獲獎     |
| 第10屆亞洲阿拉伯電影節   | 最佳亞洲電影             | 東京奏鳴曲                   | 獲獎     |
| 第9屆由提卡電影節        | 最佳亞洲電影             | 東京奏鳴曲                   | 獲獎     |
| 第4屆大阪電影節          | 最佳影片                 | 東京奏鳴曲                   | 獲獎     |
| 第4屆大阪電影節          | 最佳導演                 | 黑澤清                       | 獲獎     |
| 第2屆亞太電影獎          | 最佳導演                 | 黑澤清                       | 提名     |
| 第2屆亞太電影獎          | 最佳編劇                 | Max Mannix、黑澤清、田中幸子 | 提名     |
| 第33屆報知電影獎         | 最佳女主角               | 小泉今日子                   | 獲獎     |
| 第82屆電影旬報年度十佳獎 | 最佳女主角               | 小泉今日子                   | 獲獎     |
| 第82屆電影旬報年度十佳獎 | 最佳新人                 | 井之脇海                     | 獲獎     |
| 電影院大獎               | 2008年度最佳電影         | 東京奏鳴曲                   | 第5位    |

## 外部連結
- 互联网电影数据库（IMDb）上《東京奏鳴曲》的资料（英文）
- 東京奏鳴曲 （页面存档备份，存于） - eiga.com
- トウキョウソナタ - allcinema
- トウキョウソナタ - KINENOTE
- トウキョウソナタ （页面存档备份，存于） - 映画.com
- AllMovie上《Tokyo Sonata》的资料（英文）